# بکار

علامتِ بکار پیش از یک نت

بِکار یا موسومت (به فرانسوی: bécarre) (به انگلیسی: natural) در تئوری موسیقی یک علامت عَرَضی است که علامت‌های عرضیِ قبلِ خود را فسخ می‌کند و زیروبمی (نواکِ) تغییرنیافته و طبیعی از یک نت را نمایش خواهد داد.
به عبارت ساده تر, اگر در یک خط حامل چند نت با علامت های دیز, بمل, استکاتو, یا هر علامت دیگری که باعث میشود یک نت ساده به یک شکل به‌ویژه اجرا شود را تغییر داده و از ان نت به بعد باید صدا و کشش طبیعی نت را اجرا کنیم.